# Мультимедійне видавництво Стрельбицького
Мультимедійне видавництво Стрельбицького — українське видавництво, основною продукцією якого є електронні видання художньої літератури різних жанрів, а також наукової та ділової літератури українською, російською та англійською мовами.

## Про видавництво
Видавництво було створено в 2010 році і спочатку займалося випуском аудіокниг для дітей та юнацтва. Окремим пунктом діяльності видавництва був випуск аудіокниг так званої «актуальної літератури», яка включала в себе твори різних жанрів, але об'єднаних одним принципом — потребою та актуальністю для сучасного читача.
Починаючи з 2013 року, видавництво повністю змінює свій формат і починає випуск електронних видань, займаючись активним їх просуванням в Інтернеті та соціальних мережах.
Станом на початок 2017 року, видавництвом було видано понад 20 тисяч електронних книг більше ніж 2-х тисяч авторів із країн СНД, США, Ізраїлю, Франції, Німеччини та ін..
Основним напрямом діяльності "МвС" є видання книг художньої літератури в електронних форматах fb2, epub і pdf сучасних українських та іноземних авторів..
З моменту свого заснування, колектив «Мультимедійного видавництва Стрельбицького» особливу увагу приділяє літературно-художньому рівню видань. Це проявляється у співпраці з талановитими авторами, художниками, дизайнерами, перекладачами, які допомагають створювати обличчя видавництва.

## Видавничі проекти
У 2016 році Мультимедійним видавництвом Стрельбицького був запроваджений Міжнародний літературний конкурс «Детектив без меж», який проводився спільно із Видавничим союзом «Андронум».
З початку 2017 року були запроваджені конкурси «Перше кохання», «Історії попаданців», «Генератор фантастики» та «Кохання і магія».
До авторів «МвС» належать такі класики літератури, як: Михайло Булгаков, Борис Акунін, Павло Тичина, Олесь Гончар, Василь Стус, Микола Бажан, Володимир Сосюра, Максим Рильський, Анатолій Дімаров, Володимир Малик, Дмитро Павличко, Валерій Шевчук, Ігор Калинець, Емма Андієвська та інші.
А також сучасні популярні автори, серед яких Андрій Крижевський, Христина Лукащук, Ольга Михайлова, Тетяна Козакова, Сергій Батурин, Лєна Обухова, Олексій Жидков, Микола Башилов, Сергій Жадан та інші.